# Viktor Ahn
Viktor Ahn (n. 23 noiembrie 1985, Seul, Coreea de Sud) este un sportiv sud-coreean, medaliat olimpic. A participat la 3 ediții ale Jocurilor Olimpice (2002, 2006, 2014) în care a câștigat 6 medalii de aur și o medalie de bronz.